# Morze (film)
Morze (Hafið) – islandzki film z 2002 roku w reżyserii Baltasara Kormákura, zrealizowany w koprodukcji z Francją i Norwegią. Jest ekranizacją sztuki teatralnej pod tym samym tytułem autorstwa islandzkiego dramaturga Ólafura Haukura Símonarsona.

## Fabuła
Thórdur, zamożny właściciel przetwórni ryb, w której pracę lub zbyt dla swoich połowów znajduje cała wioska, czuje, że nie zostało mu już wiele życia. Prosi wszystkie swe dzieci o przyjazd do wioski, aby podjąć decyzje co do przyszłości firmy po jego śmierci. Wkrótce rzeczowe rozmowy zamieniają się w rozdrapywanie ran z przeszłości, a powszechnie szanowana rodzina okazuje się pełna wstydliwych tajemnic i blizn.

## Obsada
- Gunnar Eyjólfsson jako Thórdur
- Hilmir Snær Guðnason jako Ágúst
- Hélène de Fougerolles jako Françoise
- Sigurður Skúlason jako Haraldur
- Sven Nordin jako Morten
- Kristbjorg Kjeld jako Kristin
- Elva Ósk Ólafsdóttir jako Áslaug
- Herdís Þorvaldsdóttir jako Kata

## Nagrody
Film otrzymał 12 nominacji do Eddy, najważniejszej islandzkiej nagrody filmowej. Ostatecznie wyróżniono go 8 statuetkami: dla najlepszego filmu, reżysera, aktora (Gunnar Eyjólfsson), aktorki (Elva Ósk Ólafsdóttir), aktora drugoplanowego (Sigurður Skúlason), aktorki drugoplanowej (Herdís Þorvaldsdóttir), za scenariusz oraz za dźwięk i obraz.
Był też oficjalnym islandzkim kandydatem do Oscara dla najlepszego filmu nieanglojęzycznego, ale ostatecznie nie otrzymał nominacji.